# Amate (métro de Séville)
Pour les articles homonymes, voir Amate.
Amate est une station de la ligne 1 du métro de Séville. Elle est située sous l'avenue des Gavilanes, dans le district de Cerro-Amate, à Séville.

## Situation sur le réseau

Plan du réseau.

Établie en souterrain, Amate est une station de passage de la ligne 1 du métro de Séville. Elle est située en zone tarifaire 1, après 1º de Mayo, en direction du terminus est de Ciudad Expo, et avant La Plata, en direction du terminus sud-ouest d'Olivar de Quintos.
Elle comprend les deux voies de la ligne encadrées par deux quais latéraux équipés de portes palières.

## Histoire
Le début de la construction de la station a lieu entre la fin des années 1970 et le début des années 1980, lors du premier chantier du réseau de métro de Séville, qui sera arrêté en 1984 sans que la station ne soit achevée. Elle ouvre finalement au public lors de mise en service partielle de la ligne 1, le 2 avril 2009.

## Services aux voyageurs

### Accès et accueil
L'accès à la station s'effectue par un édicule vitré situé sur l'avenue des Gavilanes, équipé d'un escalier et d'un escalier mécanique. D'autre part, un accès direct par ascenseur est situé en face.

### Desserte
Amate est desservie par les rames CAF Urbos II qui circulent sur la ligne 1.

### Intermodalité
La station est en correspondance avec les lignes d'autobus urbains 24, 25 et 52 du réseau Tussam.